# Katholische Landjugendbewegung Deutschlands
Die Katholische Landjugendbewegung Deutschlands (KLJB) ist eine vorwiegend in den ländlichen Regionen Deutschlands tätige katholisch geprägte Jugendorganisation.

## Geschichte
Die Gründung erfolgte 1947 im Rahmen des im selben Jahr gegründeten Bundes der Deutschen Katholischen Jugend, kurz BDKJ. Zunächst trug die KLJB die Bezeichnung „Aktion Landjugend“. Anfangs standen sogenannte „ländliche Seminare“ im Vordergrund, eine Veranstaltungsform zwischen Gruppenstunden und Kursen. Themen waren die landwirtschaftliche Ausbildung sowie die soziale Situation der Dörfer. In den 1950er-Jahren entwickelte die KLJB fünf Bildungsziele und wählte ihren Patron Bruder Klaus. In dieser Zeit wurde die MIJARC – als weltweit agierende „internationale katholische Land- und Bauernjugendbewegung“ gegründet, zu deren Gründungsmitgliedern die KLJB gehörte. Diese internationale Zusammenarbeit wurde 1996 zusätzlich durch die Gründung des europaweiten Ablegers des Dachverbandes, der MIJARC Europa vertieft.
1961 beschloss die BDKJ-Hauptversammlung, dass die Katholische Landjugend einen eigenständigen Bundesverband darstellt und somit zu den „Gliedgemeinschaften“ (heute Jugendverbände) im BDKJ gehört. Die „Aktion Landjugend“ erhielt somit die heutige Bezeichnung.
Die 1970er-Jahre prägten vor allem das Verlangen der KLJB nach Demokratie, Gerechtigkeit und Frieden, aber auch die Zusammenführung der KLJB-Männer- bzw. Frauenjugend. Seit diesem Zeitpunkt sind die Vorstände paritätisch besetzt. In den 1980er-Jahren beschäftigte sich die KLJB besonders mit Ökologie und Energiepolitik, aber auch mit der Gestaltung ländlicher Räume. Ein wichtiger Meilenstein der 1990er-Jahre war für die KLJB 1998 die Kampagne „öko-fair-tragen“ und damit einhergehend die Gründung der Kleidermarke LamuLamu. In jüngerer Vergangenheit hat sich die KLJB der Umsetzung einer nachhaltigen Entwicklung in Deutschland, Europa und weltweit verschrieben und setzt dieses Anliegen in Form von Kampagnen oder durch die regelmäßige Teilnahme als akkreditierte Beobachterorganisation an den Weltklimaverhandlungen um.
Der von der Katholischen Landjugendbewegung im Jahr 1993 erfundenen und erstmals durchgeführten 72-Stunden-Aktion wurde bei der Bambi-Verleihung 2019 in der Kategorie „Unsere Zukunft“ für das herausragende soziale Engagement junger Menschen ein Bambi verliehen.

## Organisation
Die KLJB in der Rechtsform eines Vereins zählt zu den größten Jugendverbänden in Deutschland. In 1900 Ortsgruppen tritt sie für die Interessen der Jugendlichen auf dem Land in Kirche und Gesellschaft ein. Ihre Mitglieder sind vor allem Jugendliche und junge Erwachsene ab 14 Jahren. In einigen Diözesanverbänden der KLJB gibt es darüber hinaus eine Kinderstufe für unter-14-Jährige. Engagiert sind in der KLJB deutschlandweit über 5.000 Jugendliche ehrenamtlich als Gruppenleiterinnen und Gruppenleiter, in Freizeiten und den Gremien der KLJB von Orts- bis Bundesebene. Die KLJB-Bundesstelle hat ihren Sitz in Bad Honnef-Rhöndorf.
Der Verband vernetzt sich mit politischen und kirchlichen Institutionen sowie anderen Verbänden und Organisationen und bringt sich in zahlreichen Plattformen als Experte für die Jugend im ländlichen Raum ein.
Die verschiedenen Orts- und Dekanatsebenen in den mittlerweile 20 Diözesanverbänden unterstützen sich gegenseitig dabei.
Um ihre Mitglieder auch jugendpolitisch zu vertreten, ist die KLJB Mitglied im Bund der Deutschen Katholischen Jugend (BDKJ) und beratendes Mitglied im Agrarbündnis. Ihre europäischen und weltweiten Interessen vertritt sie in der Internationalen Katholischen Land- und Bauernjugendbewegung (MIJARC Europa und MIJARC Welt).
Eine Besonderheit besteht im Landesverband Bayern, wo die KLJB Bayern mit ihren über 26.000 Mitgliedern neben der Evangelischen Landjugend (ELJ) und der Bayerischen Jungbauernschaft seit 1953 auch anerkannter Jugendverband im Bayerischen Bauernverband ist.
Patron ist der Schweizer Nationalheilige Niklaus von Flüe, dessen Namenstag am 25. September begangen wird. Die KLJB arbeitet eng mit der Katholischen Landvolkbewegung (KLB) zusammen, die als Erwachsenenverband aus dem Verband hervorging.

## Inhaltliche Ausrichtung
Der Verband ist nach eigenen Angaben:
1. eine Bewegung junger Christen
2. ein Ort, wo Jugendliche miteinander leben
3. eine auf dem Lande
4. eine ökologische Bewegung
5. eine Bewegung, die sich dem Anliegen der Internationalen Solidarität verpflichtet fühlt

Um diese Ziele umzusetzen, gliedert sich die Arbeit an der KLJB-Bundesstelle im Wesentlichen in sechs Bereiche: Ländliche Entwicklung, Pastorales, Ökologie, Internationale Entwicklung, Jugendpolitik und Diversität. Das höchste beschlussfassende Organ, die KLJB-Bundesversammlung, verabschiedet regelmäßig Beschlüsse zu den verschiedenen Themen, die der Bundesvorstand dann in Politik, Kirche und Gesellschaft trägt.

## Prominente Mitglieder
- Robin Gosens (deutscher Nationalspieler)
- Thorsten Glauber (deutscher Politiker (Freie Wähler), seit 2018 Umweltminister, Mitglied des Bayerischen Landtags)
- Alois Glück († 2024, deutscher Politiker (CSU), Bayerischer Landtagspräsident a. D., Präsident des Zentralkomitees der deutschen Katholiken (ZdK) a. D.)
- Gerhard Glup (deutscher Politiker (CDU), 1976 bis 1986 niedersächsischer Landwirtschaftsminister, von 1967 bis 1986 Mitglied des Niedersächsischen Landtags)
- Clemens Große Macke (deutscher Politiker (CDU), von 2003 bis 2017 Mitglied des Niedersächsischen Landtags)
- Lisi Maier (2012 bis 2021 BDKJ-Bundesvorsitzende)
- Josef Miller (deutscher Politiker (CSU), von 1986 bis 2014 Mitglied des Bayerischen Landtags, von 1998 bis 2008 Bayrischer Staatsminister für Ernährung, Landwirtschaft und Forsten)
- Gerd Müller (deutscher Politiker (CSU), von 1994 bis 2021 Mitglied des Deutschen Bundestags, von 2013 bis 2021 Bundesminister für wirtschaftliche Zusammenarbeit und Entwicklung)
- Ruth Müller (deutsche Politikerin (SPD), Mitglied des Bayerischen Landtags)
- Maria Noichl (deutsche Politikerin (SPD), Mitglied des Europäischen Parlaments)
- Marianne Schieder (deutsche Politikerin (SPD), seit 2005 Mitglied des Deutschen Bundestags, ehemalige Bundesvorsitzende der KLJB)
- Bernd Sibler (deutscher Politiker (CSU), März 2018 bis November 2018 bayerischer Staatsminister für Unterricht und Kultus, November 2018 bis Februar 2022 bayerischer Staatsminister für Wissenschaft und Kunst, von 1998 bis 2022 Mitglied des Bayerischen Landtags)
- Damian Thüne (deutscher Schauspieler)
- Theo Waigel (deutscher Politiker (CSU), von 1972 bis 2002 Mitglied des Deutschen Bundestags, von 1989 bis 1998 Bundesfinanzminister)
- Manfred Weber (deutscher Politiker (CSU), Mitglied des Europäischen Parlaments und Fraktions- und Parteivorsitzender der Europäischen Volkspartei)
- Wilhelm Wissing († 1996, Priester, 1952 bis 1958 Bundespräses der KLJB, 1958 bis 1970 Leiter des Katholischen Büros in Bonn, 1970 bis 1986 missio-Präsident in Aachen)
- Josef Zellmeier (deutscher Politiker (CSU), Mitglied des Bayerischen Landtags)
- Hubert Aiwanger (deutscher Politiker (Freie Wähler), Mitglied des Bayerischen Landtags, seit 2018 stellvertretender bayerischer Ministerpräsident sowie Staatsminister für Wirtschaft, Landesentwicklung und Energie)